# Monotoca submutica
Monotoca submutica är en ljungväxtart som först beskrevs av George Bentham, och fick sitt nu gällande namn av Jarman. Monotoca submutica ingår i släktet Monotoca och familjen ljungväxter. Inga underarter finns listade i Catalogue of Life.